# 老狄奥多西乌斯
弗莱维厄斯·狄奥多西乌斯或老狄奥多西乌斯（拉丁語：Flavius Theodosius，？—375年），常被称作狄奥多西乌斯伯爵（Comes（英语Count） Theodosius）。古罗马政治人物。狄奥多西一世之父，蛮族入侵后，从公元367年至公元369年他恢复了不列颠的防御安全，后作为步军长官被派往非洲镇压起义。瓦伦提尼安一世死后，由于他对新任皇帝的威胁而被处死。

## 扩展阅读
- A.H.M. Jones, et al. Prosopgraphy of the Later Roman Empire.
- http://fmg.ac/Projects/MedLands/ITALY,%20Kings%20to%20962.htm#_Toc203638161 （页面存档备份，存于） Medieval Lands Project: Count Flavius Theodosius the Elder